# شاه زينعلي (كوهمرة خامي)
شاه زینعلي (بالفارسية: شاه زینعلی) هي قرية تقع في إيران في قسم كوهمرة خامي الريفي. يقدر عدد سكانها بـ 213 نسمة بحسب إحصاء 2016.